# Бонда
Бонда е типично индийско предястие, разпространено в южните индийски щати (Карнатака, Тамил Наду и Керала).

## Приготвяне
Има пикантен и сладък вариант. В Керала се приготвя сладкия вариант, докато в останалата част на Индия предпочитат подправената версия.
Пикантната рецепта, включва картофено пюре, овкусено с къри (може да се добавят и други зеленчуци). Правят се топчици от пюрето, овалват се в брашно от нахут и се изпържват в сгорещена мазнина. В различните варианти, основата от картофи може да се замести с маниока, батат, твърдо сварено яйце с масала, кайма и др.